# Angelo Mosiello
Angelo Mosiello (Frasso Telesino, 15 mei 1860 - New York, 29 augustus 1918) was een Italiaans-Amerikaans componist en dirigent.

## Levensloop
Mosiello was in Italië dirigent van de Banda musicale del città di Alatri. Samen met andere familieleden (zijn vrouw Angela, zijn neef Tobia Rocco Mosiello met de familie) vertrok met het schip "Massilia" hij in 1898 naar de Verenigde Staten en kwamen op 10 maart 1898 in de haven van New York aan. Ook in Amerika was hij dirigent en freelance componist. Voor harmonieorkest schreef hij dansen en marsen. Hij is een oom van de jazz-trompettist Mike (Michele Angelo) Mosiello, die met diverse ensemble concertreizen door Europa maakte.